# Olympische Sommerspiele 2024/Leichtathletik – 4 × 100 m (Männer)
Die 4-mal-100-Meter-Staffel der Männer bei den Olympischen Spielen 2024 in Paris fand am 8. August 2024 (Vorläufe) und am 9. August 2024 (Finale) im Stade de France statt.

## Aktuelle Titelträger
| Olympiasieger                        | Italien            | 37,50 s | Tokio 2020     |
| Weltmeister                          | Vereinigte Staaten | 37,38 s | Budapest 2023  |
| Europameister                        | Italien            | 37,82 s | Rom 2024       |
| Nord-/Zentralamerika-/Karibikmeister | Vereinigte Staaten | 38,29 s | Freeport 2022  |
| Südamerikameister                    | Brasilien          | 38,70 s | São Paulo 2023 |
| Asienmeister                         | Thailand           | 38,55 s | Bangkok 2023   |
| Afrikameister                        | Ghana              | 38,63 s | Douala 2024    |
| Ozeanienmeister                      | Papua-Neuguinea    | 41,31 s | Suva 2024      |

## Rekorde

### Bestehende Rekorde
| Weltrekord         | Jamaika (Nesta Carter, Michael Frater, Yohan Blake, Usain Bolt) | 36,84 s | Finale London, Großbritannien | 11. August 2012 |
| Olympischer Rekord | Jamaika (Nesta Carter, Michael Frater, Yohan Blake, Usain Bolt) | 36,84 s | Finale London, Großbritannien | 11. August 2012 |

### Rekordverbesserungen
Es wurden während des Wettkampfes zwei neue Kontinentalrekorde aufgestellt.
- Kontinentalrekorde:
  - 38,12 s (Ozeanienrekord) – Australien (Lachlan Kennedy, Jacob Despard, Calab Law, Joshua Azzopardi), Vorlauf 1 am 8. August 2024
  - 37,57 s (Afrikarekord) – Südafrika (Bayanda Walaza, Shaun Maswanganyi, Bradley Nkoana, Akani Simbine), Finale am 9. August 2024

## Vorläufe
8. August 2024, 11:35 Uhr
Für das Finale qualifizierten sich die ersten drei Staffeln der beiden Vorläufe sowie die Staffeln mit den zwei schnellsten restlichen Zeiten.

### Vorlauf 1
| Rang | Nation             | Athleten                                                             | Zeit (s) | Anmerkung |
| ---- | ------------------ | -------------------------------------------------------------------- | -------- | --------- |
| 1    | Vereinigte Staaten | Christian Coleman Fred Kerley Kyree King Courtney Lindsey            | 37,47    | Q         |
| 2    | Südafrika          | Bayanda Walaza Shaun Maswanganyi Bradley Nkoana Akani Simbine        | 37,94    | Q, SB     |
| 3    | Großbritannien     | Jeremiah Azu Louie Hinchliffe Richard Kilty Nethaneel Mitchell-Blake | 38,04    | Q, SB     |
| 4    | Japan              | Abdul Hakim Sani Brown Hiroki Yanagita Yoshihide Kiryū Koki Ueyama   | 38,06    | q, SB     |
| 5    | Italien            | Matteo Melluzzo Marcell Jacobs Fausto Desalu Filippo Tortu           | 38,07    | q         |
| 6    | Australien         | Lachlan Kennedy Jacob Despard Calab Law Joshua Azzopardi             | 38,12    | OC        |
| 7    | Nigeria            | Favour Ashe Kayinsola Ajayi Alaba Akintola Usheoritse Itsekiri       | 38,20    | SB        |
| 8    | Niederlande        | Onyema Adigida Taymir Burnet Nsikak Ekpo Elvis Afrifa                | 38,48    |           |

### Vorlauf 2
| Rang | Nation      | Athleten                                                                | Zeit (s) | Anmerkung |
| ---- | ----------- | ----------------------------------------------------------------------- | -------- | --------- |
| 1    | China       | Deng Zhijian Xie Zhenye Yan Haibin Chen Jiapeng                         | 38,24    | Q, SB     |
| 2    | Frankreich  | Méba-Mickaël Zézé Jeff Erius Ryan Zézé Pablo Matéo                      | 38,34    | Q         |
| 3    | Kanada      | Aaron Brown Jerome Blake Brendon Rodney Andre De Grasse                 | 38,39    | Q         |
| 4    | Jamaika     | Ackeem Blake Jelani Walker Jehlani Gordon Kishane Thompson              | 38,45    | SB        |
| 5    | Deutschland | Kevin Kranz Owen Ansah Yannick Wolf Lucas Ansah-Peprah                  | 38,53    |           |
| 6    | Brasilien   | Gabriel Garcia Felipe Bardi Erik Cardoso Renan Gallina                  | 38,73    |           |
| 7    | Liberia     | Jabez Reeves Emmanuel Matadi John Sherman Joseph Fahnbulleh             | 38,97    |           |
|      | Ghana       | Abdul-Rasheed Saminu Benjamin Azamati Ibrahim Fuseini Joseph Paul Amoah | DSQ      | TR24.7[L] |

## Finale
9. August 2024, 19:47 Uhr
| Rang | Nation             | Athleten                                                              | Zeit (s) | Anmerkung |
| ---- | ------------------ | --------------------------------------------------------------------- | -------- | --------- |
| 1    | Kanada             | Aaron Brown Jerome Blake Brendon Rodney Andre De Grasse               | 37,50    | SB        |
| 2    | Südafrika          | Bayanda Walaza Shaun Maswanganyi Bradley Nkoana Akani Simbine         | 37,57    | AF        |
| 3    | Großbritannien     | Jeremiah Azu Louie Hinchliffe Nethaneel Mitchell-Blake Zharnel Hughes | 37,61    | SB        |
| 4    | Italien            | Matteo Melluzzo Marcell Jacobs Lorenzo Patta Filippo Tortu            | 37,68    | SB        |
| 5    | Japan              | Ryūichirō Sakai Abdul Hakim Sani Brown Yoshihide Kiryū Koki Ueyama    | 37,78    | SB        |
| 6    | Frankreich         | Méba-Mickaël Zézé Jeff Erius Ryan Zézé Pablo Matéo                    | 37,81    | SB        |
| 7    | China              | Deng Zhijian Xie Zhenye Yan Haibin Chen Jiapeng                       | 38,06    | SB        |
|      | Vereinigte Staaten | Christian Coleman Kenneth Bednarek Kyree King Fred Kerley             | DSQ      | TR24.7[L] |